# Reforma de Pineda
Reforma de Pineda är en kommun i Mexiko.   Den ligger i delstaten Oaxaca, i den sydöstra delen av landet, 600 km sydost om huvudstaden Mexico City.